# Octochaetus pelorus
Octochaetus pelorus är en ringmaskart som beskrevs av Lee 1959. Octochaetus pelorus ingår i släktet Octochaetus och familjen Acanthodrilidae. Inga underarter finns listade i Catalogue of Life.